# Fusinus irregularis
Fusinus irregularis is een slakkensoort uit de familie van de Fasciolariidae. De wetenschappelijke naam van de soort is voor het eerst geldig gepubliceerd in 1904 door Grabau.